# Mambele

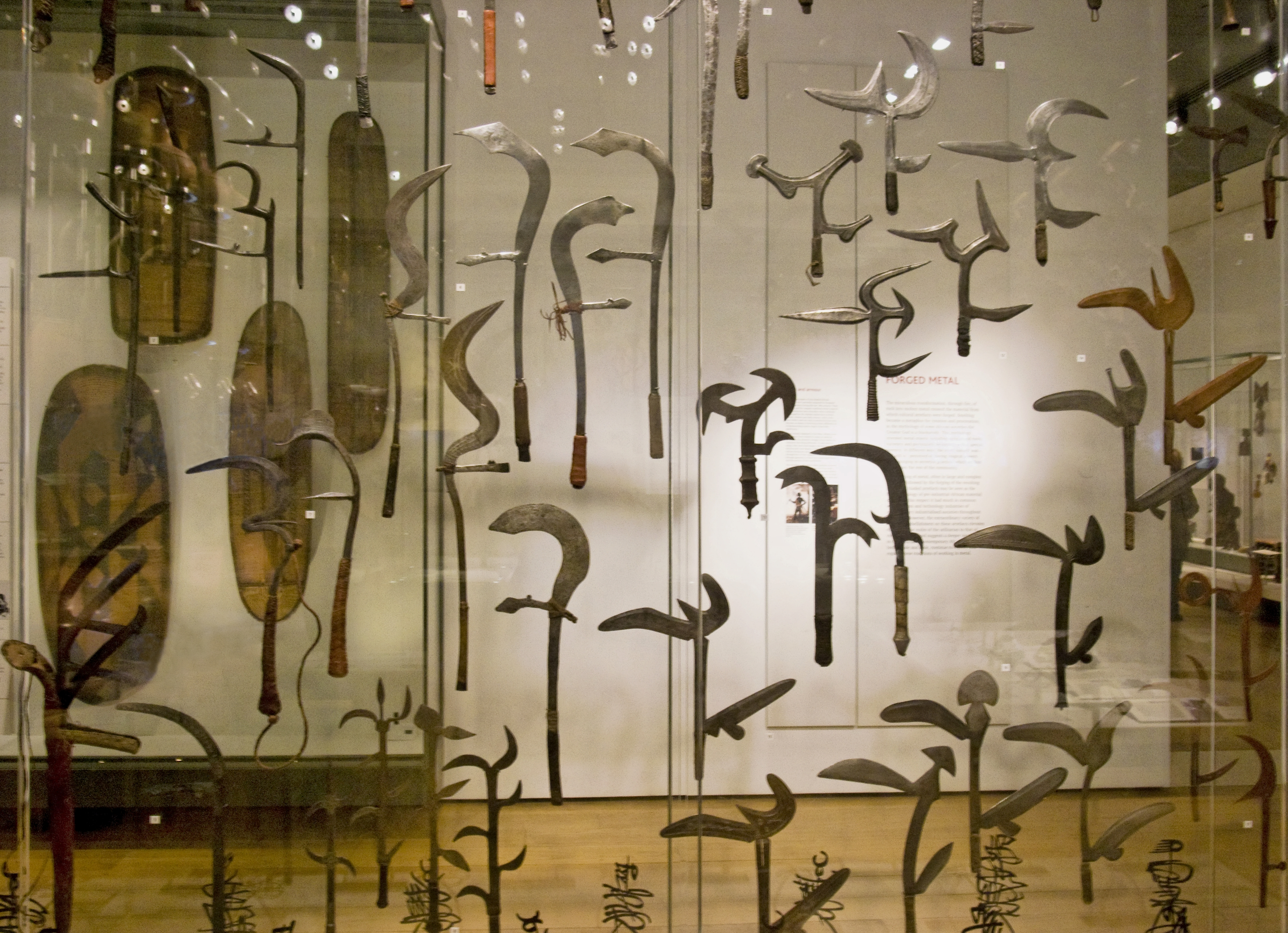
Tipi di Mambele - British Museum.

Mambele è una famiglia di armi bianche da lancio del tipo coltello tipiche dell'Africa sud-sahariana, seppur taluni esemplari siano stati ritrovati nell'Alta Valle del Nilo.

## Descrizione
Realizzate in ferro, sono composte da un corpo centrale ricurvo, spesso decorato, dal quale dipartono punte e cuspidi più o meno affilate che stravolgono la foggia "canonica" del coltello mutandola, in alcuni casi, in una sorta di falcetto. 

L'effettiva portata letale doveva aggirarsi sui 40/45 metri.
L'arma in questione è chiamata in modi differenti dalle varie popolazioni che la utilizzano:
- danisco presso i Marghi;
- goleyo presso i Musgu;
- njiga presso i Bagirmi;

ecc.

Il nome "mambele" è vocabolo della lingua dei Mangbetu indicante appunto la lama da lancio precipua di quella popolazione congolese.

## Storia
Si ritiene che il modello originario della lama da lancio africana sia stato sviluppato nell'Alta Valle del Nilo (attuale Sudan) intorno all'Anno Mille e si sia poi diffuso nell'Africa Centrale. Alcune pitture rupestri libiche datate al 1350 a.C. raffigurano però armi simili ai coltelli sudanesi, mettendo in dubbio la tesi precedente.
Queste armi sono state massicciamente collezionate da appassionati europei dal tempo del Colonialismo, con il risultato che molti musei occidentali annoverano oggi apprezzabili collezioni.